# Укрповітрошлях
Українське товариство повітряних сполучень (Укрповітрошлях) (1923—1930) — перша авіакомпанія цивільної авіації України.

## Історія створення
26 березня 1923 року постановою Раднаркому УРСР за сприяння Товариства авіації та повітроплавання України і Криму та Головного управління повітряного флоту Червоної армії було створено акціонерне товариство «Укрповітрошлях». Статутний капітал товариства становив 550 тис. золотих карбованців.
Одним із завдань «Укрповітрошлях» була організація постійних авіарейсів. Уже до 1924 року Укрповітрошлях забезпечив початок регулярних пасажирських перевезень в Україні. Центральним пунктом став Харків, де було споруджено великий залізобетонний ангар і приміщення майстерень. 25 травня 1924 року були відкриті перші регулярні пасажирські лінії: Харків — Полтава — Київ і Харків — Полтава — Єлисаветград (нині — Кропивницький) — Одеса. Відповідно у кількох містах треба було обладнати пасажирські аеродроми. У Києві для цієї мети пристосували військове льотне поле біля Жулян. 25 травня 1924 року сюди прибув пробним рейсом із Харкова літак Укрповітрошляху «Червоний хімік». У перших числах червня почалися регулярні польоти з Харкова до Києва і назад за розкладом, у кожен бік по одному рейсу двічі на тиждень. В 1928 році з Харкова почали виконуватися перші міжнародні рейси по маршруті Харків-Тегеран.
Переліт маршрутом Київ — Харків обходився одному пасажиру в 46 карбованців 80 копійок. До того-ж, безкоштовно можна було перевезти до 5 кг багажу, а понад це — за кожен кілограм потрібно було доплатити ще два карбованці. Крім того, Укрповітрошлях 1924 року надавав клієнтам бонус: у ціну квитка входила й доправлення пасажира від квартири безпосередньо до трапа літака.
Питома вага авіації у міжміських пасажирських перевезеннях спочатку була невеликою. До кінця 1924-го всі машини Укрповітрошляху доправили в різні міста 760 пасажирів і 519 кг вантажу. Місткість тодішніх літаків — до 5 пасажирів на борту.
У 1930 році товариство було реорганізоване в територіальний орган Всесоюзного товариства цивільної авіації СРСР.
З 1964 року Українське управління цивільної авіації (УкрУЦА).
Станом на січень 2014 року організацією, відповідальною за повітряні шляхи України є Державна авіаційна служба України.

## Керівництво
- Касяненко Іван Іванович

## Флот
- Avro 504K (У-1)[1]
- Dornier Komet[1]
- Fokker F.III[1]
- Fokker C.IV[1]
- Junkers W 33 (ПС-3)[1]
- Junkers F 13[1]
- Junkers Ju 21[1]
- К-4[1]
- Полікарпов Р-1[1]